# Cantharellales
Cantharellales Gäum., 1926 è un ordine di funghi basidiomiceti della classe Agaricomycetes.

## Etimologia
Dal latino cantharellus, diminutivo della parola greca kántharos = coppa, ovvero piccolo calice, per la forma a calice del carpoforo.

## Famiglie di Cantharellales
Appartengono all'ordine le seguenti famiglie:
- Aphelariaceae
- Botryobasidiaceae
- Cantharellaceae
- Ceratobasidiaceae
- Clavulinaceae
- Hydnaceae
- Tulasnellaceae[1]